# Хорошее (озеро)
Хоро́шее — пресноводное озеро в Карасукском районе Новосибирской области, частично заходящее южной оконечностью в Бурлинский район Алтайского края.
Озеро расположено на высоте 113 м над уровнем моря. Площадь водного зеркала насчитывает 30,3 км². Площадь водосборного бассейна 8030 км². Длина озера составляет 11 км, ширина — 4 км, наибольшая глубина достигает 5,7 м, среднее значение глубины 3 м. Длина береговой линии — 55 километров.
Через озеро протекает река Бурла, при её выходе из озера имеется плотина. Несколько крупных заливов. Берега озера пологие, поросшие кустарником, редкими деревьями и камышом. Дно ровное, песчаное. Вода чистая, много родников.
На северном берегу озера находится село Хорошее. На южном берегу было село Заозёрное, ныне урочище с сельским кладбищем.
До 1975 года при Заозёрном действовало совхозное отделение..
До 90-х годов XX века в селе Хорошее работал рыбзавод, производивший консервы, а в озеро постоянно запускали малька. Водоём до сих пор считается рыбным местом. Здесь ловится сазан, окунь, карась, язь, щука, судак, чебак, лещ, уклейка; в озеро запускали пелядь и раков.